# Tofieldia pusilla
Tofieldia pusilla là một loài thực vật có hoa trong họ Tofieldiaceae. Loài này được (Michx.) Pers. miêu tả khoa học đầu tiên năm 1805.